# Tony Iommi
(David Fricke, Rolling Stone)
Frank Anthony Iommi, detto Tony (Birmingham, 19 febbraio 1948), è un chitarrista e compositore britannico.
Fondatore e leader dei Black Sabbath nonché unico componente fisso della formazione, Iommi è una figura di spicco dell'heavy metal: menzionato da molti chitarristi come fonte d'ispirazione e modello, è considerato uno dei pionieri di questo genere tanto da essere stato inserito al primo posto nella classifica stilata dalla rivista Guitar World sui cento più grandi chitarristi metal di sempre.

## Biografia

### Inizi
Tony Iommi è l'unico figlio di Anthony Frank Iommi, nato in Brasile da genitori originari della provincia di Frosinone, e Sylvia Maria Valenti, nata a Palermo e figlia di proprietari di vigneti. Crebbe ascoltando prevalentemente jazz e blues e cita come principale modello di ispirazione il chitarrista degli Shadows Hank Marvin.
Durante il periodo scolastico ebbe modo di conoscere il futuro cantante dei Black Sabbath Ozzy Osbourne mentre una volta conclusi gli studi iniziò a lavorare in un'officina metallurgica. Dopo essere stato scelto alla fine del 1968 come temporaneo rimpiazzo nei Jethro Tull si convinse di avere la possibilità di diventare un musicista professionista, ma durante uno dei suoi ultimi turni di lavoro una pressa gli amputò le falangi superiori del medio e dell'anulare della mano destra: ricoverato in ospedale, venne dimesso dopo un mese di inutili tentativi di riattaccare le parti amputate. Provò quindi a imparare a suonare da destro ma non ci riuscì e cadde in un periodo di profonda depressione, decidendo di abbandonare la chitarra; un giorno, però, ascoltò la musica di Django Reinhardt, celebre chitarrista belga di origini sinte che continuò a suonare pur essendo rimasto menomato ad una mano a causa di un incidente: la sua esperienza incoraggiò Tony nel ricominciare a suonare ricorrendo all'applicazione di alcune protesi realizzate da lui stesso fondendo e sagomando alcuni tappi di flaconi di detersivo liquido "Fairy". Per poter suonare meglio con le protesi, che lo ostacolavano soprattutto nell'esecuzione del bending (per contro però gli permettono degli slide molto rapidi), scelse di accordare la sua chitarra un semitono sotto perché le corde fossero meno tese: a questa scelta, inizialmente compiuta per necessità, si deve il tipico suono cupo di Iommi. La pratica di accordare le chitarre e i bassi con accordature più basse di quelle standard diverrà poi una pratica comune in ambito hard rock e heavy metal.

### Esordio musicale
L'attività musicale di Iommi iniziò nel 1964, suonando in una band blues chiamata "The Rockin' Chevrolets". Iniziò ad esibirsi dal vivo per poter entrare nel giro della musica e abbandonare il lavoro da operaio.
Nel 1966 entra nei "The Rest" e nei "Mythology", assieme al batterista e suo compagno di scuola Bill Ward. I due, dopo aver lasciato i gruppi, incontrarono Ozzy Osbourne tramite un annuncio inserito dal cantante in un negozio di dischi. Dopo che i tre si incontrarono, Osbourne portò con sé il chitarrista Geezer Butler (che suonerà, d'ora in poi, il basso), entrambi venivano da una band di breve vita chiamata "Rare Breed". Una volta uniti, formarono un sestetto (con il secondo chitarrista Jimmy Phillips e il sassofonista Alan "Aker" Clarke), chiamato "Polka Tulk Blues Band".
Phillips e Clarke abbandonarono e i restanti membri accorciarono il nome in "Polka Tulk", in seguito cambiato in "Earth" ma, a causa di omonimia con un'altra band, decisero di chiamarsi, definitivamente, Black Sabbath.

### I Black Sabbath

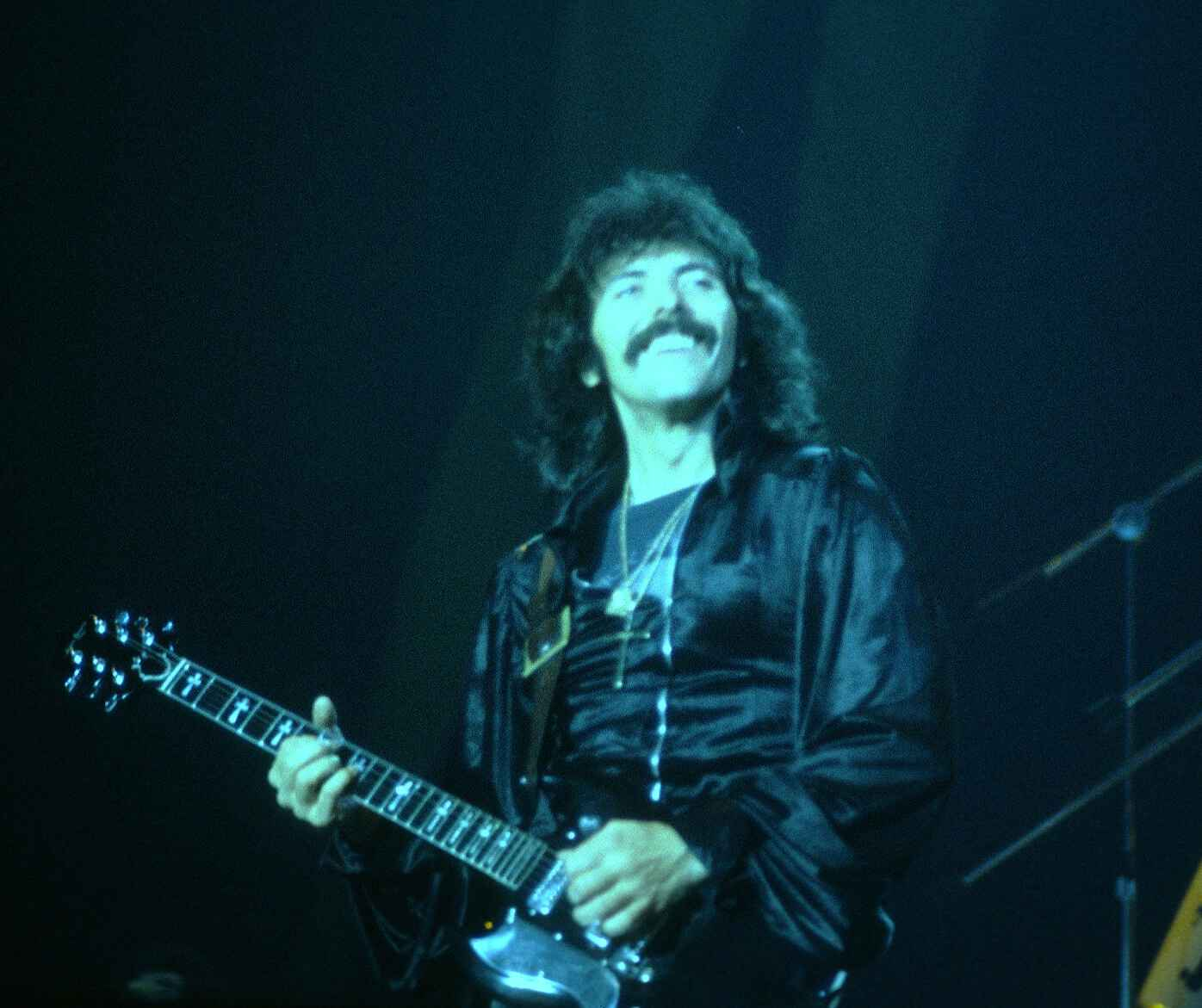
Tony Iommi in concerto con i Black Sabbath nel 1978, a New Haven.

Con la band, Tony comporrà album storici dell'heavy metal, da citare Black Sabbath, Paranoid, Master of Reality, Vol. 4, Sabbath Bloody Sabbath e Heaven and Hell.
Dopo i successi degli anni settanta, la storica formazione della band inizia a sfaldarsi dopo l'uscita di Ozzy Osbourne nel 1979, subendo numerosi cambi di formazione, con il solo Iommi a rimanere membro stabile. Negli anni, la formazione dei Black Sabbath vede l'alternarsi di rilevanti artisti come Ronnie James Dio, Ian Gillan, Tony Martin, Cozy Powell, Neil Murray Eric Singer e tanti altri.
Nel 1986 venne pubblicato Seventh Star, con l'ex Deep Purple Glenn Hughes nelle vesti di cantante. In principio esso doveva essere un album solista di Iommi ma, per motivi contrattuali con la casa discografica, uscì con il nome Black Sabbath featuring Tony Iommi.
È l'unico membro fisso dalla formazione e dal 2006 al 2010 ha partecipato al progetto Heaven & Hell con la formazione dell'album Mob Rules dei Sabbath del 1981.
A partire dal 2011 partecipa alla riunione dei Black Sabbath nella formazione classica, che nel 2013 ha pubblicato l'album 13, il primo di inediti dopo 18 anni e il primo con Ozzy Osbourne alla voce dopo 35 anni di assenza, in seguito le registrazioni dell'album e il tour il batterista Bill Ward è stato sostituito da Brad Wilk.

### Impegni solisti
A cinque anni da Forbidden, il chitarrista pubblica il suo primo disco "ufficiale" da solista chiamato Iommi (2000). Vi sono molti ospiti speciali nelle tracce dell'album come Ozzy Osbourne, Phil Anselmo, Brian May, Dave Grohl, Serj Tankian, Billy Corgan e Peter Steele.
Nel 2004 esce il secondo The 1996 DEP Sessions, inciso, originariamente, nel 1996 ma mai pubblicato. Di questo lavoro esiste anche un bootleg chiamato "Eighth Star", con Dave Holland (ex Judas Priest) alla batteria. Le parti di Holland vengono ri-registrate da Jimmy Copley. The 1996 DEP Sessions vede anche la collaborazione di Glenn Hughes (voce e basso) e i tastieristi Don Airey, Geoff Nicholls e Mike Exeter.
Nel 2005 viene lanciato sul mercato Fused. Le musiche vengono composte da Iommi e il tastierista Bob Marlette mentre i testi sono di Glenn Hughes. Alla batteria è presente il session man Kenny Aronoff.

### Altre attività
Nel 1968 Tony ha suonato per poco nei Jethro Tull, sostituendo Mick Abrahams nel live dei Rolling Stones, "Rock'n'Roll Circus". Nel 1989 partecipa al progetto "Rock Aid Armenia", per aiutare il popolo armeno vittima di un violento terremoto nel 1988. Altri personaggi coinvolti in questa iniziativa sono Bryan Adams, Ritchie Blackmore, Bruce Dickinson, Keith Emerson, Ian Gillan, David Gilmour e Brian May. Insieme incidono un disco chiamato appunto Rock Aid Armenia, ove vengono suonati brani di Black Sabbath, Queen, Iron Maiden, Asia, Rush, Pink Floyd.
Nel 1992, prende parte al Freddie Mercury Tribute Concert, suonando quattro brani dei Queen con i membri restanti e con altri ospiti della manifestazione, come James Hetfield dei Metallica e Roger Daltrey degli Who. Ha collaborato anche con artisti come Skin e Gary Jules.
Nel 2006, Iommi ha formato il progetto Heaven & Hell, che prendeva il nome dall'album omonimo dei Black Sabbath. Il gruppo era, inoltre, costituito dalla stessa formazione che incise l'album. Si sciolsero nel 2010, dopo la morte di Ronnie James Dio.
Nel 2013, Tony Iommi ha scritto la canzone Lonely Planet per il gruppo armeno Dorians.
Ha composto il pezzo All good it is , eseguito nel 2017 dal coro della Cattedrale di Birmingham.

## Vita privata
Tony è sposato con Maria Sjöholm, ex-cantante del gruppo grunge svedese Drain STH. Sua figlia, Toni-Marie Iommi, cantante della band LunarMile e poi solista, lo ha reso nonno di due nipoti.
Negli anni ottanta ebbe una relazione con la cantante angloamericana Lita Ford.
Il 9 gennaio 2012 ha annunciato tramite il suo sito ufficiale che gli è stato diagnosticato un linfoma in stadio iniziale.
È stato un grandissimo amico di John Bonham dei Led Zeppelin (che gli fece da testimone di nozze per il suo primo matrimonio), ed è un grande amico del chitarrista dei Queen, Brian May, con cui condivise il palco al live tributo a Freddie Mercury nel 1992.
È di fede cattolica.

## Stile e riconoscimenti
(Brent Hinds dei Mastodon.)

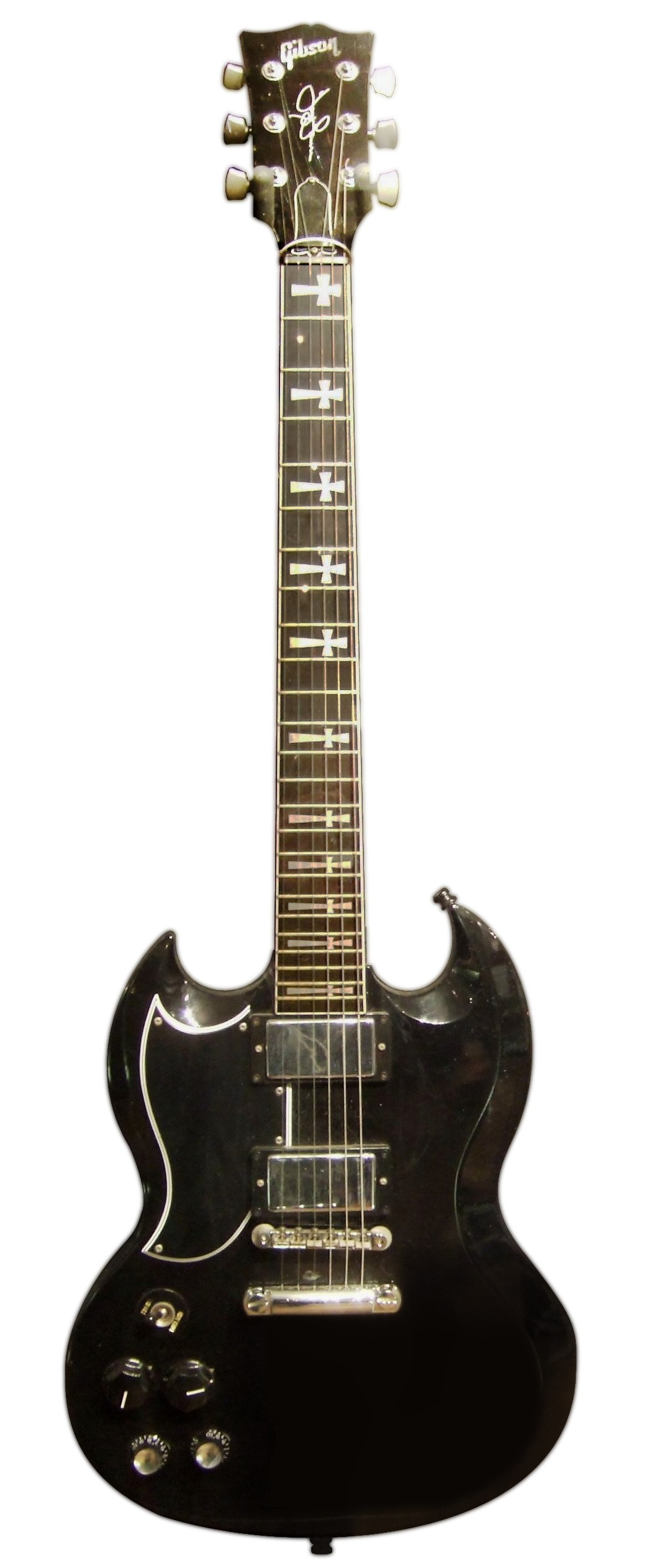
La Gibson SG di Iommi

Iommi è stato sempre un attivo sperimentatore di nuovi suoni e tecniche chitarristiche. Una delle sue prime chitarre fu una Fender Stratocaster, la quale veniva manomessa in continuazione, inserendo al suo interno lamine metalliche per modificarne il suono.
Sin dalla registrazione del primo album dei Black Sabbath, e poi per tutta la sua lunga carriera di chitarrista, Iommi ha legato indissolubilmente il suo sound alla famosa chitarra Gibson SG. Per questa suo lungo e proficuo sodalizio nel 1997 è stato onorato dalla Gibson con la produzione del suo modello personalizzato di pick-up, marchiato "Tony Iommi signature series".
Lo stile del chitarrista ha avuto un enorme impatto sulla musica heavy metal e i suoi riff sono avvertibili nello stile di molti chitarristi moderni. Secondo All Music Guide, Tony, assieme a Jimmy Page dei Led Zeppelin, è stato il pioniere del genere. Iommi è situato al 25º posto nella lista dei 100 migliori chitarristi secondo Rolling Stone.
Tra i chitarristi che citano Iommi un'influenza sono da menzionare Ross the Boss (Manowar, The Brain Surgeons), Paul Gilbert (Racer X, Mr. Big), Dimebag Darrell (Pantera, Damageplan), Scott Ian (Anthrax), James Murphy (Death, Testament, Obituary), Gary Holt (Exodus), Gus G. (Firewind), Dino Cazares (Fear Factory, Brujeria, Divine Heresy). Ha inoltre indicato, in un'intervista, James Hetfield come suo "degno erede" nello stile, riferendosi a lui come colui che ha meglio incarnato il suo metodo di composizione.
Il 19 novembre 2013 è stato insignito di un dottorato honoris causa dall'Università di Coventry, "come riconoscimento del suo contributo al mondo della musica popolare".

## Discografia

### Con i Black Sabbath
- 1970 – Black Sabbath
- 1970 – Paranoid
- 1971 – Master of Reality
- 1972 – Black Sabbath, Vol. 4
- 1973 – Sabbath Bloody Sabbath
- 1975 – Sabotage
- 1976 – Technical Ecstasy
- 1978 – Never Say Die!
- 1980 – Heaven and Hell
- 1981 – Mob Rules
- 1983 – Born Again
- 1986 – Seventh Star
- 1987 – The Eternal Idol
- 1989 – Headless Cross
- 1990 – Tyr
- 1992 – Dehumanizer
- 1994 – Cross Purposes
- 1995 – Forbidden
- 2013 – 13

### con gli Heaven & Hell
- 2007 - Live from Radio City Music Hall
- 2009 - The Devil You Know
- 2010 - Neon Nights: 30 Years of Heaven & Hell

### Con i Jethro Tull
- 1988 - 20 Years of Jethro Tull (chitarra nei brani Stormy Monday Blues e Love Story)
- 1996 - The Rolling Stones Rock and Roll Circus (chitarra in playback nel brano Song for Jeffrey)

### Solista
- 2000 - Iommi
- 2004 - The 1996 DEP Sessions (con Glenn Hughes)
- 2005 - Fused
- 2017 - Tony Iommi & Birmingham Cathedral Choir - How Good It Is (singolo)

### Collaborazioni
- 1989 - Rock Aid Armenia – Smoke On The Water (singolo) (chitarra)
- 1991 - Hale And Pace And The Stonkers/Victoria Wood – The Stonk/The Smile Song (split) (chitarra nel brano The Stonk (7-Inch Version))
- 1993 - Diamond Head – Death And Progress (chitarra nel brano Starcrossed (Lovers Of The Night))
- 1995 - Necromandus – Orexis Of Death (chitarra nel brano Mogidisimo (Reprise))
- 1996 - Cathedral – The Carnival Bizarre (chitarra nel brano Utopian Blaster)
- 2008 - Girlschool – Legacy (Girlschool)Legacy (chitarra nel brano I Spy (Dio/Iommi Mix))
- 2011 - Ian Gillan – Gillan's Inn (chitarra nel brano Trashed)
- 2011 - WhoCares – Out Of My Mind (chitarra)
- 2019 - Candlemass – The Door to Doom (chitarra nel brano Astorolus - The Great Octopus)
- 2022 - Ozzy Osbourne - Patient Number 9 (chitarra nei brani No Escape from Now e Degradation Rules)

### Partecipazioni
- 2000 - Artisti Vari – Loud Rocks (con Ozzy Osbourne e i Wu-Tang Clan) (chitarra nel brano For Heaven's Sake 2000)
- 2002 - Artisti Vari – Party At The Palace - The Queen's Concerts, Buckingham Palace (con Ozzy Osbourne) (chitarra nel brano Paranoid)
- 2011 - Artisti Vari – We Wish You A Metal Xmas And A Headbanging New Year (chitarra nel brano God Rest Ye Merry Gentlemen)
- 1990 - Artisti Vari - Guitar Speak II (chitarra, basso, produzione nel brano Miranha)
- 1996 - Artisti Vari – Twang! - A Tribute To Hank Marvin & The Shadows (chitarra nel brano Wonderful Land)